# Michael Gorō Matsuura
Michael Gorō Matsuura (japonêsミカエル松浦悟郎, Mikaeru Matsuura Gorō; nascido em 28 de setembro de 1952 em Nagoya, Aichi, Japão) é o Bispo de Nagoya.
Michael Gorō Matsuura foi ordenado sacerdote em 4 de julho de 1981.
Em 19 de abril de 1999, o Papa João Paulo II o nomeou Bispo Titular de Sfasferia e Bispo Auxiliar de Osaka. O Arcebispo de Osaka, Leo Jun Ikenaga SJ, o consagrou bispo em 17 de julho do mesmo ano; Os co-consagradores foram Paul Yoshinao Ōtsuka, bispo de Kyoto, e Augustine Jun-ichi Nomura, bispo de Nagoya.
Em 29 de março de 2015, o Papa Francisco o nomeou Bispo de Nagoya.